# Eidas
Ydes és una comuna francesa de la regió administrativa d'Alvèrnia-Roine-Alps, del departament de Cantal de França. S'estén per una àrea de 17,39 km² i té 1.965 habitants, segons el cens de 1999, amb una densitat de 113 hab/km².

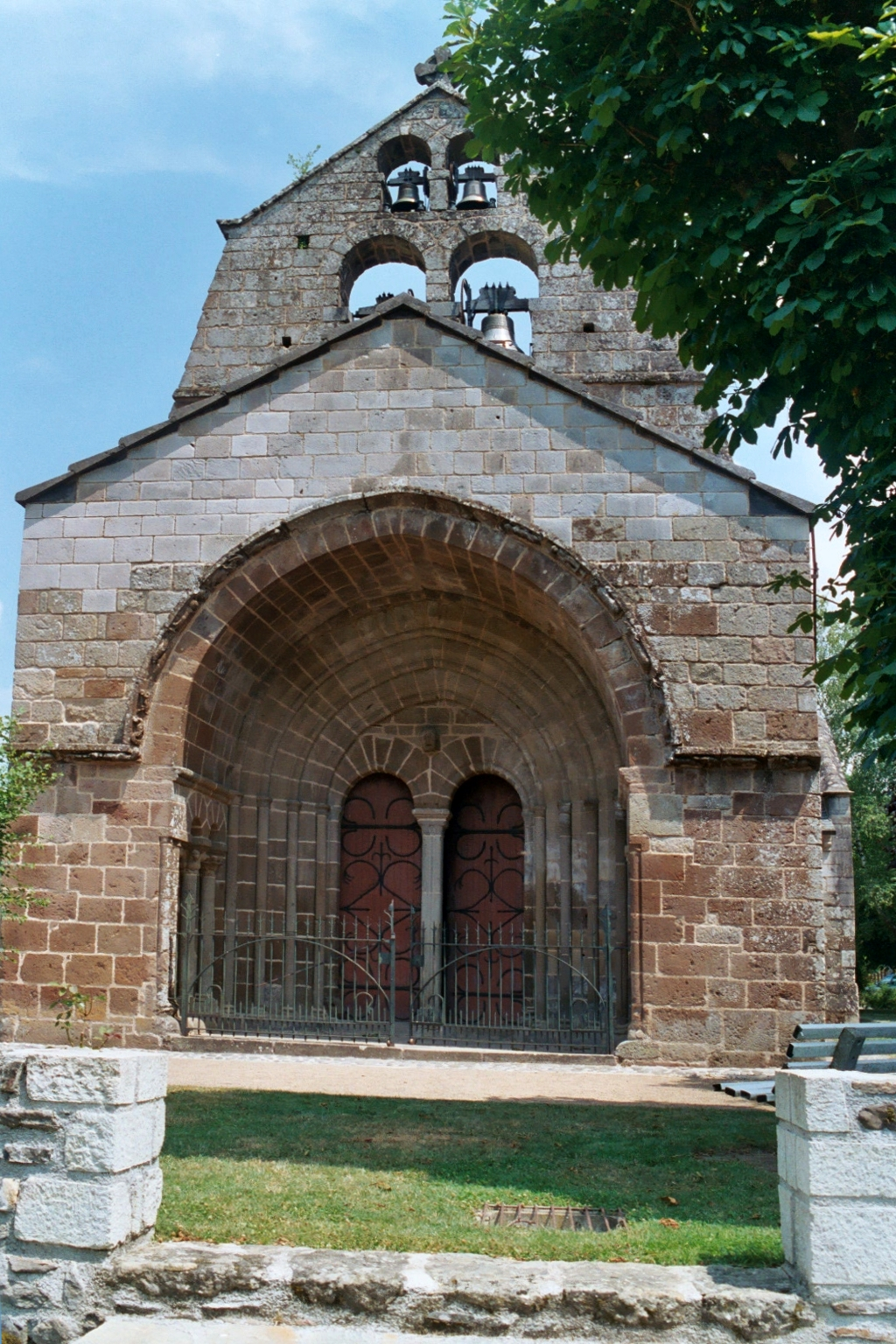
Església

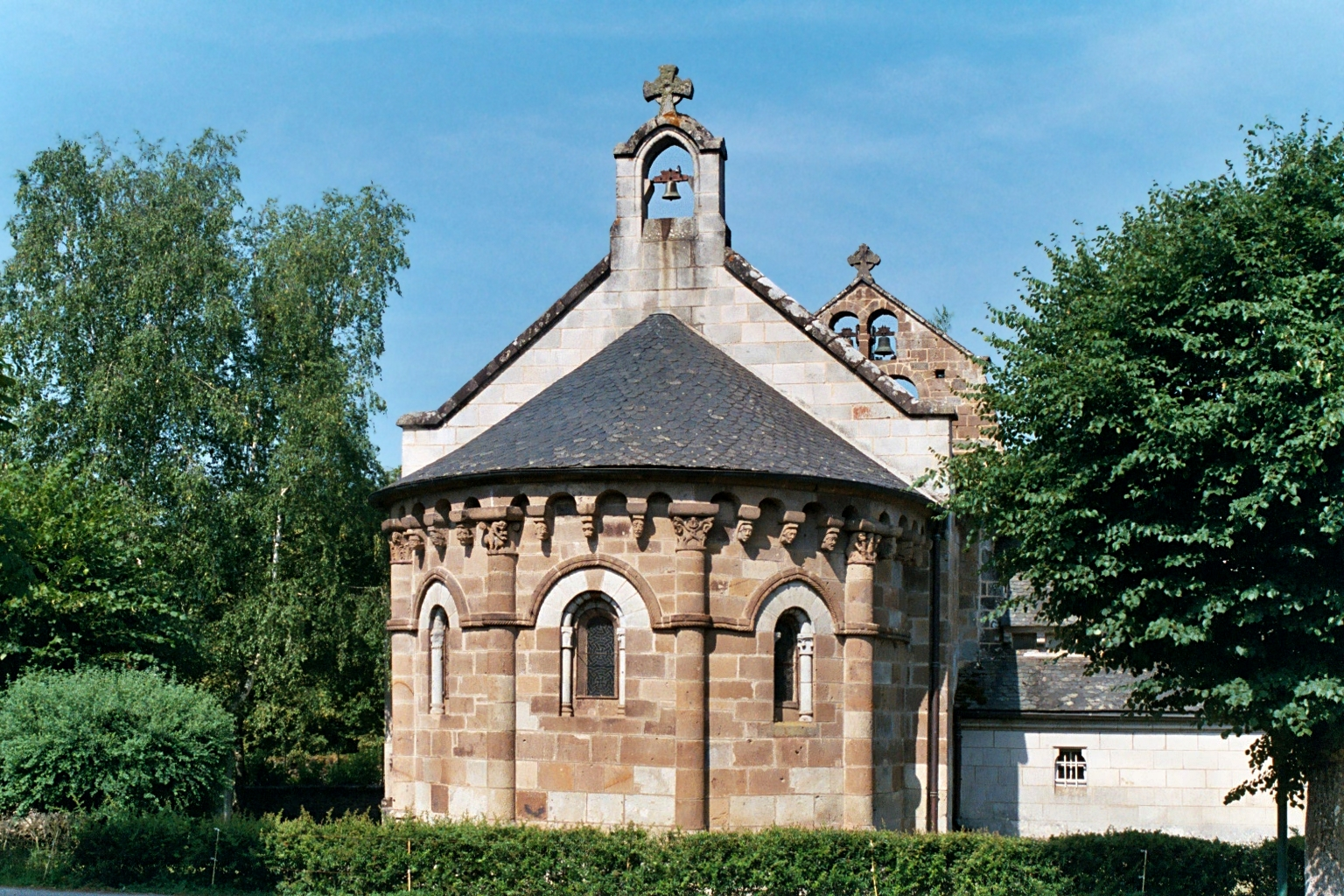
Absis de l'església